# Ficus ischnopoda
Ficus ischnopoda är en mullbärsväxtart som beskrevs av Friedrich Anton Wilhelm Miquel. Ficus ischnopoda ingår i släktet fikonsläktet, och familjen mullbärsväxter. Inga underarter finns listade i Catalogue of Life.